# 李元胜
李元胜（1963年—），出生于四川省武胜县，中国现代诗人。代表作《我想和你虚度时光》。

## 生平
李元胜1981年开始创作诗歌，就讀於重庆大学時已是一位校园诗人。1983年毕业于重庆大学电机专业，1985年开始在重庆日报工作。李元胜在在数十种刊物上发表过诗歌作品，其作品被编入多种诗歌选集。李元胜後來擔任界限诗刊的总策划、重庆市作协副主席、中国作协诗歌委员会委员，获得鲁迅文学奖·诗歌奖、人民文学奖、十月文学奖、陈子昂年度诗人奖等奖项。

## 主要作品
- 《李元胜诗选》
- 《城市玩笑》
- 《中国昆虫生态大图鉴》（主编）